# Skalka (odbočka)
Skalka (nebo též Odb Skalka) je odbočka, která se nachází v km 1,828 trati Hranice na Moravě – Púchov mezi stanicemi Hranice na Moravě a Hranice na Moravě město. V odbočce do trati napojuje vlečka cementárny Hranice. Nachází se na katastrálním území Hranice východně od města Hranice.

## Popis odbočky

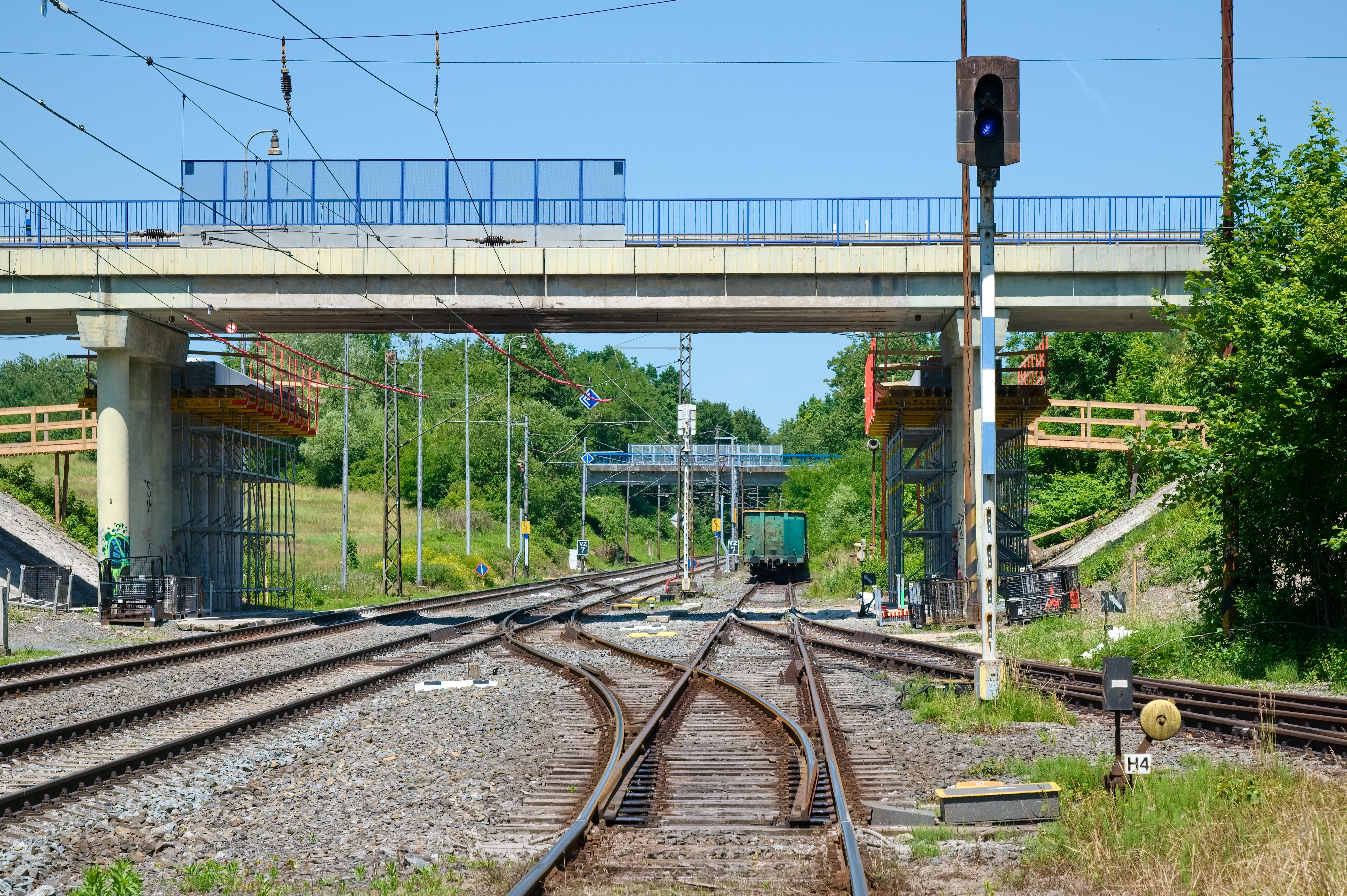
Zhlaví odbočky

Odbočka je vybavena elektronickým stavědlem ESA 11. Odbočka je dálkově ovládána u CDP Přerov, případně je obsluhována výpravčím ze stanice Hranice na Moravě, místní obsluha není možná. Do odbočky je výhybkou č. H3 v km 1,799 zapojena vlečka Cement Hranice. Zabezpečovací zařízení odbočky umožňuje přímou jízdu vlaků z/na vlečku cementárny. Odbočka je kryta 4 vjezdovými návěstidly: 1ML a 2ML od Hranic nad Moravě město, 1HS a 2HS od Hranic na Moravě.